# Tretja svetovna vojna
Tretja svetovna vojna je domnevna svetovna vojna, ki naj bi se bíla v svetovnih razsežnostih nekoč po 2. svetovni vojni. Največkrat je pojmovanje povezano z oboroženim konfliktom, ki bi vseboval uporabo orožij za množično uničevanje v veliki meri.
Možen izbruh tretje svetovne vojne je pomenila hladna vojna druge polovice 20. stoletja, ko so se vrstile posredne vojne in grožnje med kapitalistično-demokratičnimi Združenimi državami (in preostalim Zahodnim svetom) ter socialističnim Vzhodnim blokom s Sovjetsko zvezo na čelu. Tretja svetovna vojna je bila v tem kontekstu mnogokrat omenjena kot vojna, ki bi izbruhnila na podlagi teh trenj. Uničila naj bi večino življenja na Zemlji, človeško vrsto ali pa v boljšem primeru delno uničila civilizacijo s številom žrtev, ki bi se lahko povzpelo nad pol milijarde. Tako se vojna s takšnim scenarijem uvršča med največje možne nesreče, kot je tudi trčenje Zemlje z asteroidom, tehnološka nesreča velikih razsežnosti, ali – v zadnjem času mnogokrat omenjeni scenarij – katastrofalna sprememba podnebja, kar bi v slabšem primeru vse lahko iztrebilo človeško in druga življenja na Zemlji.
Nekatera pojmovanja pa na podlagi hudih političnih trenj, ki so zaznamovala celotno hladno vojno ter mnogokrat povzročila vojne, v katere so bile posredno vpletene tudi ZDA in ZSSR (npr. korejska ali vietnamska vojna), označujejo prav hladno vojno kot tretjo svetovno vojno. V drugih virih je tretja svetovna vojna ali uvod vanjo aktualna vojna proti terorizmu pod okriljem Združenih držav Amerike.

## Tretja svetovna vojna v hladnovojnem obdobju
Oba politična bloka hladne vojne sta predvidevala svoje scenarije, kako naj bi se začel in potekal morebiten neposreden vseobsežni medsebojni spopad. Zaupni dokumenti načrta Združenih držav, napisani leta 1947 in po koncu hladne vojne javno objavljeni, so predvidevali daljši čas konvencionalnega bojevanja med silama pred nuklearnim spopadom. Razvoj dogodkov, ki ga je predvideval NATO, pa naj bi stekel z napadom Vzhodnega bloka na Zahodno Nemčijo. Pri tem naj bi zveza NATO jedrsko orožje uporabila le v primeru bližajočega se poraza, ta pa je bil po večini predvidevanj zelo verjeten, saj naj bi bila Nemčija v tem primeru težko obvladljiva.
Vzhodne sile so v okviru Varšavskega pakta leta 1979 izdelale vojni scenarij pod imenom Sedem dni do Rena, ki ga je poljska vlada objavila novembra 2005. Sovjetska zveza je predvidevala, da bo v primeru njihovega napada na Zahodno Evropo NATO jedrsko napadel območja ob poljski reki Visli, s čimer naj bi preprečil dotok okrepitev v Nemčijo. Na drugi strani pa bi protinapad Sovjetske zveze jedrske konice poslal na Hamburg, Frankfurt, Stuttgart, Baden Baden in München v Nemčiji, Haarlem na Nizozemskem ter Antwerp in Charleroi v Belgiji. V primeru takšnega spopada bi po ocenah današnjega poljskega ministra za obrambo Radeka Sikorskyja na Poljskem umrlo vsaj 2 milijona ljudi.

### Kritični dogodki povečujejo možnost tretje svetovne vojne
Apokaliptična vojna, ki bi se bíla med Zahodom in Vzhodom, je bila pred zrušitvijo Vzhodnega bloka razmeroma verjetna. Nekateri viški političnih trenj, ki so se zgodili v tem času, bi lahko bili povod svetovni vojni; izmed teh izstopa kubanska raketna kriza, ki je v letu 1962 jedrski spopad pripeljala izjemno blizu udejanjenju.
Zraven te pa se je odvilo več drugih dogodkov, ki bi lahko bili prelomni. Sueška vojna, ki se je pričela julija 1956, je v oborožen spopad zapletla zavezništvo Francoske četrte republike, Združenega kraljestva in Izraela proti Egiptu. Sovjetska zveza je zagrozila s podporo slednjemu, kar je prisililo ZDA k diplomatskemu posredovanju in umiku Zahodnih sil. Jabolko spora je bil leta 1973 zopet spopad med Izraelom na eni in Egiptom ter Sirijo na drugi strani v jomkipurski vojni, kar je pripeljalo do hudih nesoglasij med Sovjeti in Američani, tako so slednji svojo pripravljenost dvignili na stopnjo DEFCON 3. 9. novembra 1979 je prišlo do računalniške napake v nadzornem sistemu Severnoameriškega poveljstva za zračno obrambo; sistem je pokazal pričetek vseobsežnega sovjetskega premika na Zahod, pri tem pa ni prišlo do dodatnih preverjanj preko rdečega telefona. Kasneje so ameriški radarji potrdili, da se ni zgodil nikarkšen začetek ofenzive. Po tem dogodku so Združene države ustanovile poseben center za testiranje, ki bi zmanjšal ali izničil možnost takšnih nevarnosti. Podobna tehnična napaka se je zgodila na drugi strani 26. septembra 1983, ko je sovjetski opozorilni sistem zaznal izstrelitev ameriških medcelinskih balističnih raket. Aktivacijo obrambnega sistema je preprečil polkovnik Stanislav Petrov, ki je alarm pripisal računalniški napaki in o njem ni obvestil nadrejenih, saj bi ti po vsej verjetnosti sprožili protinapad. Novembra istega leta pa je zveza NATO vodila razsežne vojaške vaje, katerih podlaga je bil scenarij jedrskega napada na Zahodno Evropo. V istem času je bila Komunistična partija Sovjetske zveze brez sposobnega vodje zaradi bolezni generalnega sekretarja Jurija Andropova, zaradi česar je bil strah pred napadom večji, obenem pa se je stanje ameriške vojne pripravljenosti zaradi vaje testno dvignilo na najvišjo stopnjo DEFCON 1. Šele kasneje se je razkrila situacija, ki je svet pripeljala izjemno blizu pravemu spopadu med blokoma.
Do kratkega kritičnega stanja je prišlo tudi po razpadu Sovjetskega političnega bloka 25. januarja 1995, ko so Norvežani s svojih Svalbardskih otokov izstrelili znanstveno raketo. Norveške oblasti so o svoji nameri sicer obvestile druge države, a rusko obrambno ministrstvo tega ni posredovalo poveljstvu centra za jedrsko obrambo. Ker bi takšna raketa do Moskve potrebovala pičlih 5 minut, je bila nevarnost vojaškega odgovora izjemno visoka.
Zraven teh dogodkov se je nevarnost za pričetek svetovne vojne pokazala tudi v sporih med komunističnimi oblastmi s Sovjeti na eni in Kitajci na drugi strani, ter njihovih posledicah. Ker sta dve med seboj nasprotujoči si komunistični oblasti imeli svoje zaveznike po večini svetovnih celin, bi v primeru njunega vojaškega spopada lahko prišlo do vnetja svetovne vojne. Pri tem neposredno ne bi bile vključene Združene države, a bi v teku dogodkov lahko izkoristile priložnost ognja znotraj Vzhodnega bloka ter posredovale na tem ali onem območju Zemlje. Tako so bili ena izmed kritičnih točk odnosov med Sovjetsko zvezo in Kitajsko obmejni spopadi ob reki Usuri, kjer je marca 1969 padlo okoli 90 sovjetskih in 800 kitajskih vojakov. Skupno pa je bilo ob meji razporejenih približno 1,5 milijona glav. Ravno tako so bile razmere napete v letih 1978 in 1979, ko je proruski Vietnam prevzel nadzor nad Kitajski naklonjeno Kambodžo ter odstavil voditelja Rdečih kmerov Pola Pota. Kitajska reakcija se je sicer pokazala z napadom na Vietnam, ki pa ni trajal dlje od meseca, ko so se kitajske čete umaknile nazaj. Naslednje leto je Sovjetska zveza vkorakala v Afganistan, kar je Kitajska označila za nadaljevanje strategije obkolitve njenega ozemlja z rusko usmerjenimi političnimi režimi.

## Vojna proti terorizmu kot tretja svetovna vojna
Nekateri zgodovinarji in drugi strokovnjaki so mnenja, da bi aktualna vojna proti terorizmu, ki jo je začel George W. Bush s povodom terorističnih napadov na New York in druge cilje v Združenih državah, bila lahko v prihodnjih generacijah označena kot tretja svetovna vojna. Temu v prid govori dejstvo, da je vanjo vključena (zaenkrat le s političnega vidika) večina svetovnih držav. Nasproti temu stojijo trditve, da je verjetnost spopada Združenih držav kot gonilne sile vojne s katero od večjih oziroma pomembnejših držav sveta v okviru vojne proti terorizmu v tem trenutku še majhna. Na drugi strani pa je pomembna resnica, da je prav v tej vojni NATO prvič v svoji zgodovini enostransko odredil svojo vključitev v katero vojno in spremembo pogojev vojnega sodelovanja v svojih temeljnih pravilih. Do leta 2006 omenjanje vojne proti terorizmu kot tretje svetovne vojne še ni bilo širše sprejeto.

## Tehnološki vzroki tretje svetovne vojne
Z razvojem informacijske tehnologije in napredkom umetne inteligence so se pojavile mnoge razprave, ki postavljajo v precep inteligentne stroje oziroma robote kot morebitne povzročitelje vojne proti človeški vrsti. Tako je Hugo De Garis predstavil pojem Vojna Gigasmrti (angleško Gigadeath War), ki označuje usoden spopad med inteligentnimi stroji, ušli izpod nadzora človeka, in njihovimi podporniki ter človeško vrsto. Njegova teorija ni osamljena, navdihovala je mnoge razprave, snov pa je iz nje črpalo več literarnih in fimskih del, med drugim serija filmov Terminator.
Podobnega mnenja je tudi Projekt Millenium Združenih narodov, katerega člani so leta 2001 najnovejše tehnologije, kot so genetika, obdelava virusov, robotika, računalništvo idr., označili za nevarnost, ki je za človeštvo večja od namernih medcivilizacijskih spopadov. Tak scenarij izumrtja človeške civilizacije omenja tudi množica futurologov.